# Белобровая береговая ласточка
Белобровая береговая ласточка (лат. Neophedina cincta) — вид воробьиных птиц из семейства ласточковых.

## Таксономия
Входит в монотипический род Neophedina. Выделяют пять подвидов. Иногда эту птицу относят к роду Riparia и называют Riparia cincta.

## Распространение
Обитают в Африке (к югу от Сахары).

## Описание
Длина тела 17 см. Масса 19—20 г. Имеют черноватую уздечку и линию, проходящую через глаз, белую полосу от основания клюва до надглазья. Макушка и верхняя часть тела, включая крылья и хвост, тёмно-коричневые, хвост квадратный; низ белый, нагрудник коричневый. Отличаются от Riparia riparia более крупными размерами и белой «бровью» над глазом. Половой диморфизм отсутствует. У молодых особей края перьев на верхней стороне тела от рыжих до кремовых, на груди светлые. Подвиды различаются размерами и оттенками коричневого.

## Биология
В рацион входят жуки (Coleoptera), бабочки и их гусеницы (Lepidoptera), мухи (Diptera), богомолы (Mantodea), златоглазки (Neuroptera). Питаются вокруг крупных животных; посещают травяные пожары.
В кладке от 2 до 5 яиц.